# شاتولن
شاتولن (به فرانسوی: Châteaulin) یک کمون در فرانسه است که در Canton of Châteaulin واقع شده‌است.

## خصوصیات
شاتولن ۲۰٫۸۱ کیلومترمربع مساحت و ۵٬۲۴۷ نفر جمعیت دارد.

## خواهرخوانده
شهرهای گریمن و Clonakilty خواهرخوانده‌های شاتولن هستند.